# العلاقات التشيلية الكوستاريكية
العلاقات التشيلية الكوستاريكية هي العلاقات الثنائية التي تجمع بين تشيلي وكوستاريكا.

## مقارنة بين البلدين
هذه مقارنة عامة ومرجعية للدولتين:
| وجه المقارنة                                              | تشيلي                         | كوستاريكا                                 |
| --------------------------------------------------------- | ----------------------------- | ----------------------------------------- |
| المساحة (كم2)                                             | 756.10 ألف                    | 51.10 ألف                                 |
| عدد السكان (نسمة)                                         | 17.37 مليون                   | 4.91 مليون                                |
| الكثافة السكانية (ن./كم²)                                 | 22.97                         | 96.09                                     |
| العاصمة                                                   | سانتياغو                      | سان خوسيه                                 |
| اللغة الرسمية                                             | اللغة الإسبانية               | اللغة الإسبانية                           |
| العملة                                                    | بيزو تشيلي، وحدة حساب تشيلية ‏ | كولون كوستاريكي                           |
| الناتج المحلي الإجمالي (بليون دولار)                      | 277.08 مليار                  | 57.06 مليار                               |
| الناتج المحلي الإجمالي (تعادل القوة الشرائية) بليون دولار | 419.39 مليار                  | 74.98 مليار                               |
| الناتج المحلي الإجمالي الاسمي للفرد دولار أمريكي          | 13.42 ألف                     | 11.26 ألف                                 |
| الناتج المحلي الإجمالي للفرد دولار أمريكي                 | 22.07 ألف                     | 14.92 ألف                                 |
| مؤشر التنمية البشرية                                      | 0.832                         | 0.766                                     |
| رمز المكالمات الدولي                                      | +56                           | +506                                      |
| رمز الإنترنت                                              | .cl                           | .cr، قائمة نطاقات المستوى الأعلى للإنترنت |
| المنطقة الزمنية                                           | 00، 00، 00، 00                | 00                                        |

## مدن متوأمة
في ما يلي قائمة باتفاقيات التوأمة بين مدن تشيلية وكوستاريكية:
- ترتبط سانتياغو مع سان خوسيه باتفاقية توأمة.

## منظمات دولية مشتركة
يشترك البلدان في عضوية مجموعة من المنظمات الدولية، منها:
| علم المنظمة | اسم المنظمة                                                          | تاريخ انضمام تشيلي | تاريخ انضمام كوستاريكا |
| ----------- | -------------------------------------------------------------------- | ------------------ | ---------------------- |
|             | وكالة حظر الأسلحة النووية في أمريكا اللاتينية ومنطقة البحر الكاريبي ‏ | ?                  | ?                      |
|             | الاتحاد البريدي العالمي                                              | ?                  | ?                      |
|             | يونسكو                                                               | 7 يوليو 1953       | 19 مايو 1950           |
|             | البنك الدولي للإنشاء والتعمير                                        | 31 ديسمبر 1945     | 8 يناير 1946           |
|             | منظمة التجارة العالمية                                               | ?                  | ?                      |
|             | وكالة ضمان الاستثمار متعدد الأطراف                                   | 12 أبريل 1988      | 8 فبراير 1994          |
|             | الاتحاد الدولي للاتصالات                                             | 1908               | 13 سبتمبر 1932         |
|             | منظمة الشرطة الجنائية الدولية                                        | ?                  | ?                      |
|             | مؤسسة التمويل الدولية                                                | 15 أبريل 1957      | 20 يوليو 1956          |
|             | الأمم المتحدة                                                        | 24 أكتوبر 1945     | 2 نوفمبر 1945          |
|             | مؤسسة التنمية الدولية                                                | 30 ديسمبر 1960     | 30 يونيو 1961          |
|             | الفريق المعني برصد الأرض                                             | ?                  | ?                      |
|             | منظمة حظر الأسلحة الكيميائية                                         | ?                  | ?                      |
|             | المركز الدولي لتسوية المنازعات الاستشارية                            | 24 أكتوبر 1991     | 27 مايو 1993           |

## أعلام
هذه قائمة لبعض الشخصيات التي تربطها علاقات بالبلدين:
- عشتار ياسين جوتيريز (1968 – )

## وصلات خارجية
- موقع وزارة الخارجية التشيلية
- موقع وزارة الخارجية الكوستاريكية